# An Ninh, Bình Lục
An Ninh (安寧) là một xã thuộc huyện Bình Lục, tỉnh Hà Nam, phía Bắc và phía Đông tiếp giáp với huyện Lý Nhân, phía Tây Giáp với giáp với xã Bồ Đề, phía Nam Giáp với xã Mỹ Hà thuộc huyện Mỹ Lộc Nam Định. An Ninh là xã có dòng sông Châu Giang chảy dọc xã ngăn cách với huyện Lý Nhân.

## Kinh tế
An Ninh là một xã có nền kinh tế nông nghiệp phát triển, có bãi bồi do sông Châu Giang bồi đắp thuận tiện cho phát triển trồng cây hoa màu. Đồng thời An Ninh có cánh đồng lúa rộng chiếm phần lớn diện tích đất của xã nên được coi là một trong những vựa lúa cho năng suất cao của huyện Bình Lục.

## Xã hội
An Ninh là một xã đông dân cư với số dân hơn 25000 nghìn người. Thời xưa xã là nơi có ba dòng họ đến khai phá từ thời Trần đó là ba dòng họ Phạm, Trần, Lê trong đó họ Phạm là dòng dõi từ đời Phạm Ngũ Lão.